# Консольный кран
Консольный кран — кран, у которого грузозахватный орган подвешен на консоли или тележке, перемещающейся по консоли, закреплённой на колонне или ферме. Положение на консоли определяет максимальный и минимальный вылеты консольного крана.

## Общие сведения

### Тип привода
По типу привода консольные краны различают:
- Краны с ручным приводом[1].
- Краны с машинным приводом[1].

## Конструкция
Краны конструктивно могут быть выполнены:
- Стационарными. Существуют основные разновидности стационарных консольных кранов:

1. Настенный консольный кран[1].
2. Консольный кран на колонне с двумя (верхней и нижней) опорами[1].
3. На свободно стоящей колонне[1].
4. Двухплечевой кран[1].

- Передвижными. Передвижные разделяют на:

1. Краны с неповоротной консолью[1].
2. Краны с поворотной консолью[1].

Управление стационарными кранами осуществляется с пола, а передвижными — из кабины.

## Устройство консольных кранов

### Стационарные краны
Параметры стационарных консольных кранов с ручными талями регламентирует ГОСТ 19494-74, а с электроталями — ГОСТ 19811-82. Грузоподъёмность: 0,5; 1; 2; 3,2 т. При большей грузоподъёмности краны могут быть выполнены с тележками.

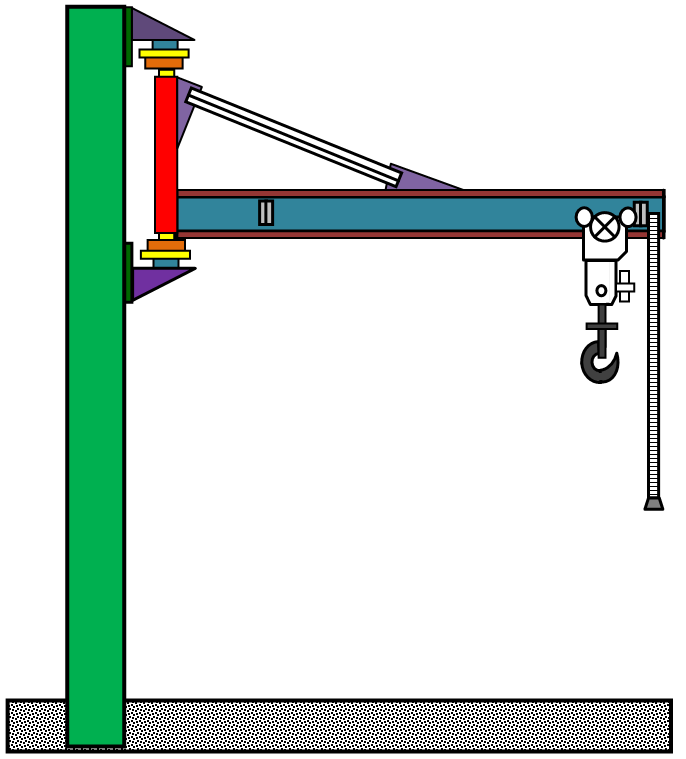
Настенный консольный — кран

#### Настенный
Кран состоит из плоской фермы, верхней и нижней опор и тали. Опоры с помощью кронштейнов прикреплены к стене здания; нижняя опора может опираться на выступ здания. Угол поворота ограничен подходами к стене. Вращение крана осуществляют вручную на канат или механизмом поворота. Подкос фермы выполнен из двутавра (в соответствии с грузоподъёмностью тали). Кронштейн верхней опоры колонны прикрепляют к стене болтами, которые должны быть затянуты таким образом, чтобы под нагрузкой не произошло раскрытия стыка. Кронштейн нижней опоры удерживается силой трения.

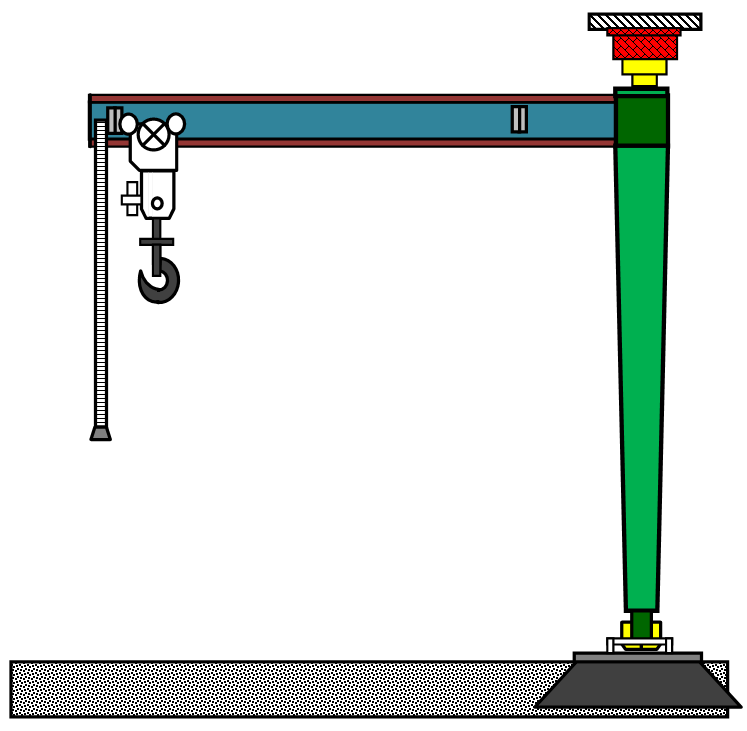
Консольный кран с двумя опорами

Максимальный вылет 2,5 — 6,3 м. Высота подъёма до 6 м.

#### Кран на колонне с двумя опорами
Состоит из двух опор — верхней и нижней: нижнюю крепят к фундаменту, а верхнюю — либо к потолочному перекрытию, либо к стене с помощью кронштейна (кран становится неполноповоротным).
Максимальный вылет крана 2,5 — 5 м. Высота подъёма до 4 м.

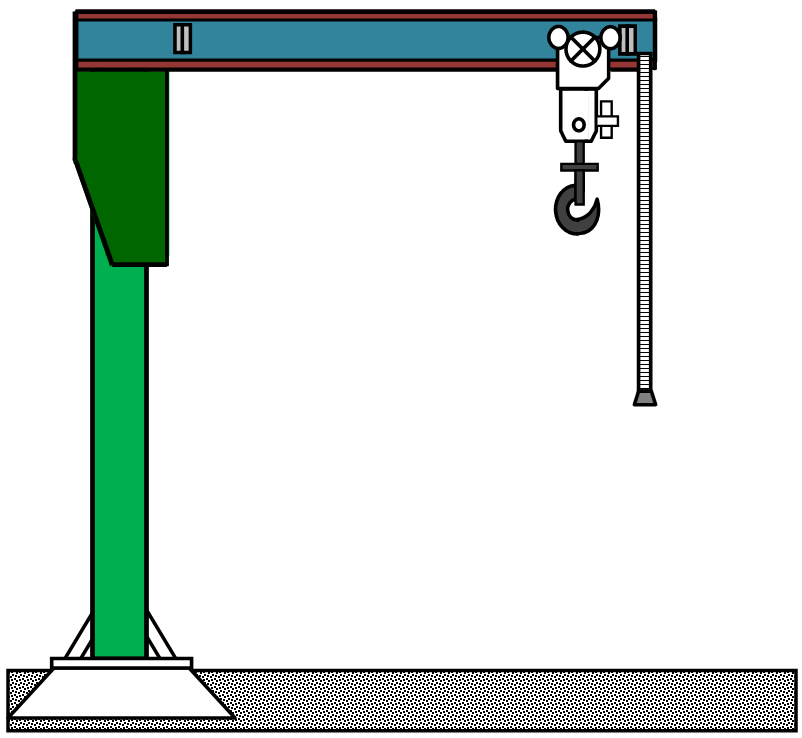
На стоящей колонне

#### Кран на свободно стоящей колонне
Кран состоит из закреплённой на фундаменте колонны, на которой в подшипниковых опорах вращается выполненная из двутавра консоль. Вертикальная нагрузка воспринимается верхним подшипником опоры колонны.
Колонна неподвижно соединена с плитой, прикреплённой болтами к фундаменту. Максимальный вылет от 2,5 до 5 м. Высота подъёма до 4 м .

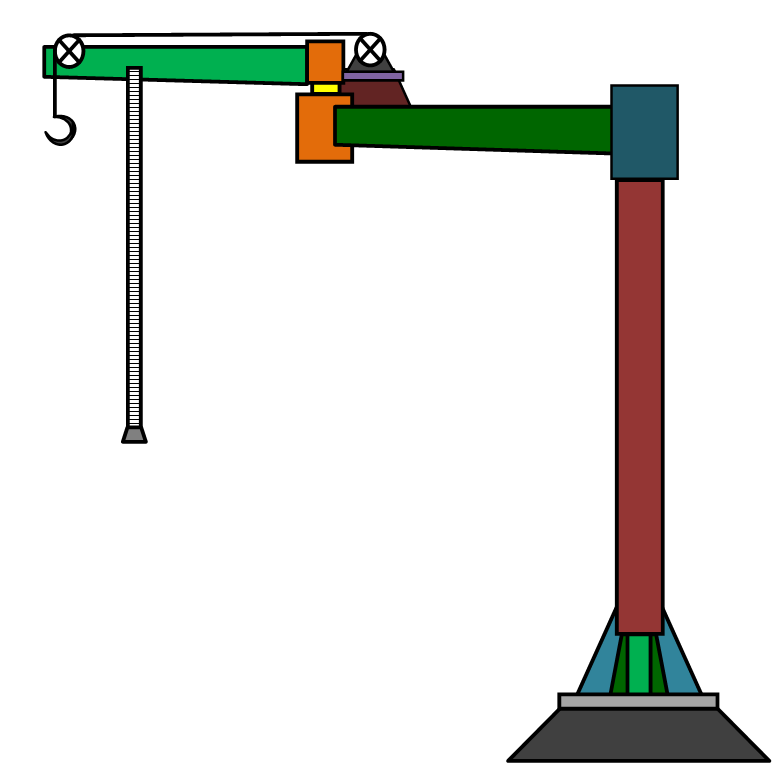
Консольный двухплечевой кран

#### Двухплечевой
Состоит из закреплённой на фундаменте колонны, на которой установлена поворотная консоль, выполненная в виде двух шарнирно сочленённых плеч. Механизм подъёма смонтирован на внешнем плече. Грузоподъёмность крана: 0,125; 0,25; 0,5 т. Наибольший вылет: от 2,5 до 4 м. Вылет крана изменяют поворотом вручную внешнего и внутреннего плеч. Высота подъёма 2 — 3,2 м.

### Передвижные краны
Они передвигаются по рельсовым путям, уложенным на крановые балки колонн одной стороны цеха на некотором расстоянии от земли, поэтому иногда называются настенными передвижными.
Грузоподъёмность кранов: 1-10 т. Вылет: 4 — 10 м. Высота подъёма: 6 — 18 м. Управление осуществляется из кабины.

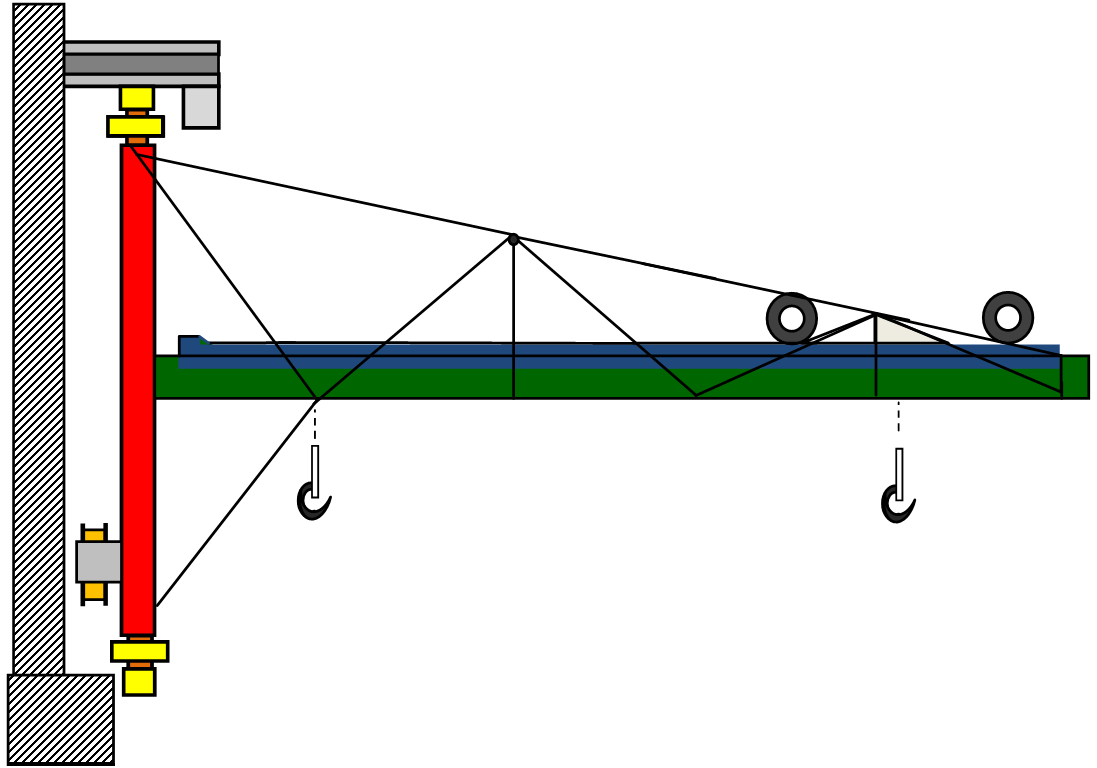
Консольный кран с неподвижной консолью

#### Кран с неподвижной консолью

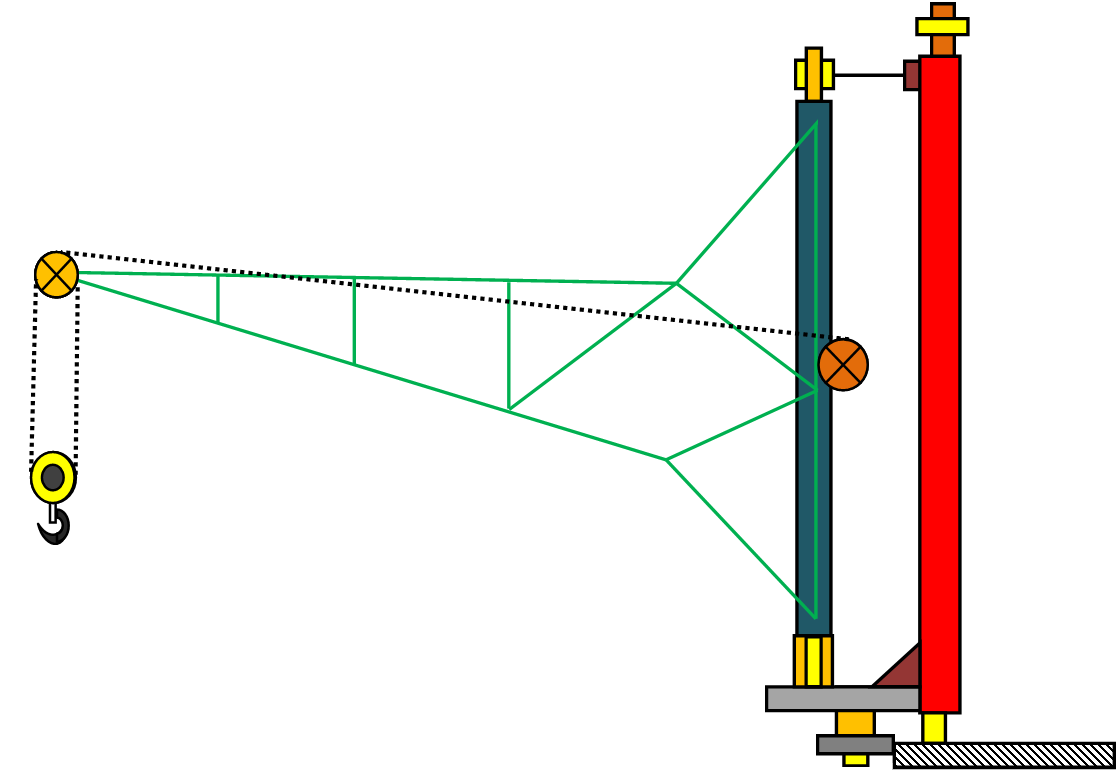
Кран с поворотной консолью

Стальная конструкция крана выполнена в виде опорной вертикальной рамы с консолью, по которой перемещается тележка по конструктивному исполнению, аналогичная исполнению тележки мостового крана. Вертикальная рама опирается на ходовые колёса, воспринимающие вертикальную нагрузку от веса крана и тележки с грузом. Механизм передвижения выполнен с раздельным приводом колёс.

#### Кран с поворотной консолью
Стальная конструкция крана состоит из опорной вертикальной рамы, на которой вертикально закреплена колонна с поворотной консолью, как у настенного поворотного крана. Механизм подъёма установлен на основании консоли, а направляющий блок каната — на конце консоли. Конструкция опорной рамы и ходовой части такая же, как у крана с неподвижной консолью.

## Применение
- Стационарные консольные краны применяют для обслуживания отдельных станков, технологических агрегатов, сборочных и складских площадок[1].
  - Стационарные консольные двухплечевые краны предназначены для обслуживания станков, технологических агрегатов в стеснённых условиях, так как благодаря складыванию плеч уменьшается габарит при повороте[1].
- Передвижные консольные краны применяют для обслуживания участков, находящихся около стены цеха[1].